# Vazamento de gás tóxico na Jordânia em 2022
O vazamento de gás cloro no porto de Aqaba na Jordânia em 2022, foi um vazamento de gás tóxico ocorrido no porto de Aqaba, na Jordânia, quando um contêiner com 27 toneladas de gás cloro caiu de um guindaste em um navio ancorado e se rompeu. O incidente matou pelo menos 16 pessoas e feriu mais de 267.

## Antecedentes
O Porto de Aqaba é o único porto da Jordânia e está localizado a cerca de 16 km (9.9 mi) ao sul da cidade de Aqaba, um destino turístico popular no país.

## Acidente
Em 27 de junho de 2022, às 16h15, horário local, um guindaste estava carregando um dos vários contêineres de armazenamento de produtos químicos pressurizados no navio porta-contêineres Forest 6 para exportação para Djibuti. O sistema de cabeamento do guindaste falhou; e um contêiner, contendo cerca de 25 t (55 000 lb) de cloro caiu no navio e se rompeu, fazendo com que o cloreto explodisse do contêiner. O gás então se espalhou por todo o porto enquanto as pessoas fugiam. De acordo com Haj Hassan, vice-chefe da Autoridade Portuária da Região de Aqaba, uma "corda de ferro que transportava um contêiner contendo uma substância tóxica quebrou, resultando na queda e fuga da substância venenosa". O navio estava esperando para carregar mais 20 contêineres com alto percentual de cloro.
Um vídeo do incidente foi postado no Twitter pela TV estatal jordaniana.

## Resposta
O gás cloro é tóxico para os seres humanos. Quando inalado e misturado com a umidade dentro do corpo humano, ele cria ácido hipocloroso e clorídrico; e ambos podem criar radicais livres de oxigênio, que quebram as paredes celulares no sistema pulmonar, o que pode levar à irritação sob exposição leve, mas pode ser tão tóxico para criar edema pulmonar, síndrome do desconforto respiratório agudo, problemas respiratórios crônicos e morte.
O porto foi imediatamente evacuado enquanto os socorristas trabalhavam para dar atendimento médico aos trabalhadores portuários afetados. Os feridos foram transportados para dois hospitais estaduais, um hospital de campanha e uma unidade privada. O diretor de saúde de Aqaba, Jamal Obeidat, disse que os hospitais de Aqaba estão lotados e que "as pessoas feridas estão em estado médio a crítico". O ministro da Informação, Faisal Al Shboul, disse que o governo enviou um hospital de campanha e equipamentos médicos. De acordo com a mídia estatal, pelo menos um avião evacuado ferido para Amã.
O ministro da Defesa israelense, Benny Gantz, ofereceu assistência dizendo: "Como dissemos aos nossos amigos na Jordânia, o estabelecimento de defesa israelense está pronto para ajudar em qualquer esforço, por qualquer meio necessário".
Embora o porto estivesse longe da cidade e os ventos lentos impedissem que o gás se espalhasse, a autoridade de saúde da cidade tomou precaução e instruiu os moradores a fechar as janelas e ficar dentro. A patrulha rodoviária bloqueou todas as estradas que levam a Aqaba. Uma praia turística próxima, a apenas 7 km (4.3 mi) do porto, foi evacuado e fechado. As unidades de armazenamento e processamento de grãos do porto também foram fechadas imediatamente para inspecionar o armazenamento quanto a qualquer contaminação do gás cloro. Esperava-se que o restante do porto voltasse às operações assim que fosse considerado seguro retornar.

## Investigação
O primeiro-ministro Bisher al-Khasawneh instruiu o ministro do Interior a liderar um inquérito sobre o acidente.